# 錫尼亞瓦 (特諾皮爾州)
49°42′44″N 25°52′26″E / 49.71222°N 25.87389°E
錫尼亞瓦（羅馬化：Syniava）是位於烏克蘭西部特諾皮爾州裏特諾皮爾區的村莊，距離克拉斯諾西利齊1.5公里，面積2.50平方公里，2001年人口1,023。